# Incidenten vid Xuanwuporten
Incidenten vid Xuanwuporten (kinesiska: 玄武门之变, Xuánwǔménzhībiàn) var en incident om tronen till den kinesiska Tangdynastin. 2 juli 626 mördade Li Shimin två av sina bröder Li Yuanji och Li Jiancheng vid Xuanwuporten till Taijipalatset i Chang'an (dagens Xi'an). Därefter tvingade han sin far, kejsare Gaozu, att abdikera och Li Shimin blev Tangdynstins andra kejsare under namnet Tang Taizong.